# کراپردی
کراپردی (به انگلیسی: Cropredy) یک روستا و محله مدنی در بریتانیا است که در چرول واقع شده‌است. کراپردی ۹٫۴۲ کیلومتر مربع مساحت و ۷۱۷ نفر جمعیت دارد.